# Hieronymus Wigerinck
Hieronymus Wigerinck, auch Wiegerinck, Wiggering und ähnliche Namensformen (* in Lübeck; † 22. April 1549 ebenda) war ein deutscher Jurist und Domherr.

## Leben
Hieronymus Wigerinck war ein Sohn des vermögenden Lübecker Fernhandelskaufmanns, Bankiers und Mäzens Godart Wigerinck aus dessen zweiter Ehe mit Anna, geb. Claholt († 14. Januar 1510), Tochter des Ratsherrn Hermann Claholt. Die Kaufleute Johann und Hermann Wigerinck waren seine Brüder; insgesamt sind elf Geschwister namentlich bekannt.
Er studierte Kanonisches Recht, ab 1524 an der Universität Leipzig. In Leipzig graduierte er am 12. Dezember 1524 zum Baccalaureus und wurde am 5. April 1525 zum Lizentiat beider Rechte promoviert.
1524 erhielt er im Lübecker Domkapitel eine Präbende als Domherr, zunächst die bischöfliche Distinktpräbende, auf die er aber zugunsten von Gottschalk von Wickede verzichtete, dann die Präbende des verstorbenen Dekans Albert Broker, auf die eigentlich Engelbert Erckel (Eckel), Dompropst von Naumburg, einen Anspruch hatte, der jedoch verzichtete.
Wigerinck fiel in der Umbruchszeit der Reformation mehrfach „durch unordentliches Leben“ auf. Ausweislich der Kapitelsprotokolle soll er getrunken und dann schlecht über alle Welt gesprochen haben. Er sei „mit einer Narrenmaske in der Hand und einem Hut mit Hahnenfeder auf dem Kopf“ aufs Land gegangen und habe sich lautstark mit seiner Magd gezankt.